# Kazanowscy herbu Grzymała
Kazanowscy – polski ród szlachecki herbu Grzymała, którego przedstawiciele byli wymieniani w XV wieku jako właściciele Businy i Lipek w ziemi sieradzkiej. Nazwisko pochodzi od miejscowości Kazanów. W XVI wieku osiedlali się w Małopolsce, w Lubelskiem i na Podolu. W źródłach wymieniani są Wyszota, Mroczek, Jan i Świętosław.  Ród nabrał większego znaczenia w czasach Świętosława Litwosza z Kazanowa, który w 1397 roku został wielkorządcą krakowskim i jego syna Dominika z Kazanowa, który w 1472 roku został łowczym krakowskim. Zajmowali pozycję bliską dworu Stefana Batorego i Zygmunta III Wazy, niejednokrotnie oddając duże zasługi wojskowe (na przykład pod Pskowem). Do największego znaczenia doszli za czasów panowania króla Władysława IV (panował 1632-1648), gdy Kazanowscy stanowili kamarylę dworską. Odegrali dużą rolę 2 połowie XVI i początku XVII wieku, jednak później w XVIII wieku ich znaczenie słabnie. Nigdy nie uzyskali żadnych tytułów arystokratycznych.
Kasper Niesiecki podaje że biskup kamieniecki Jerzy Albrecht Denhoff w jednym ze swoich kazań wywodził początek Kazanowskich od komesów mediolańskich, mieli oni pisać się de Casanowa od Cassa Nova („Nowy Dom”).

## Przedstawiciele
- Wyszota z Businy
- Mroczek z Businy
- Jan z Kazanowa
- Świętosław Litwosz z Kazanowa
- Stanisław Litwosz z Kazanowa – łożniczy królewski 1423 – 1435
- Jerzy Kazanowski – archidiakon lubelski, kanonik przemyski
- Dominik Litwos z Kazanowa (zm. 1485) – podkomorzy Kazimierza Jagiellończyka, starosta radomski i niepołomicki
  - Stanisław Litwos Kazanowski – podkomorzy lubelski
    - Marcin Kazanowski (1523–1587) – rotmistrz królewski, poseł, założyciel Kazanowa,
      - Zygmunt Kazanowski (ok. 1563–1634) – podkomorzy wielki koronny
        - Stanisław Kazanowski – (1601–1648) – starosta krośnieński, jaworowski i przedborowski
        - Adam Kazanowski (ok. 1599–1649) – podkomorzy nadworny koronny, stolnik wielki koronny, marszałek nadworny koronny, starosta warecki, żupnik wielicki

      - Jan Kazanowski (syn Marcina) -starosta feliński
        - Bartłomiej Kazanowski (zm. po 1642) – kasztelan zawichojski, poseł, starosta łukowski, podstarościc, wojski i podstoli lubelski.

  - Mikołaj Kazanowski (syn Dominika)
  - Henryk Kazanowski
  - Bartłomiej Kazanowski (ok. 1482 – ok. 1556) – sędzia ziemski łukowski, kasztelan zawichojski, poseł
    - Jan Kazanowski (zm. 1591) – pleban w miejscowości Kozirynek; podsędek łukowski; sędzia ziemski łukowski, arianin.
    - Jędrzej Kazanowski
    - Paweł Kazanowski – dworzanin Zygmunta Augusta
    - Mikołaj Kazanowski (1530–1569)
      - Marcin Kazanowski (1563–1636) – hetman polny koronny, wojewoda podolski, kasztelan halicki, pułkownik królewski, rotmistrz królewski, kasztelan halicki, właściciel dóbr Podkamień starosta bohusławski, niżyński.
        - Adam Kazanowski (zm. 1648) – oboźny koronny, starosta czerkaski, tłumacki,
        - Aleksander Dominik Kazanowski (1605–1648) – wojewoda bracławski, pisarz polny, starosta Bohusławski, dźwinogrodzki
          - Helena Kazanowska –
          - Marianna Kazanowska (1643–1687) – żona Stanisława Jana Jabłonowskiego, babka króla Polski Stanisława Leszczyńskiego

        - Elżbieta Kazanowska – żona Michała Potockiego

      - Hieronim Kazanowski (zm. 1635/1645)-pisarz grodzki i burgrabia krakowski, chorąży sandomierski,
        - Świętosław Kazanowski, zm. 1658 r., bezpotomny, cześnik sandomierski 1634 r.
        - Adam Hieronim Kazanowski (zm. 1651) – kasztelan halicki, chorąży i rotmistrz sandomierski
- Zygmunt Kazanowski (zm. po 1630) – właściciel dóbr Białka, dworzanin królewski, marszałek dworu prymas Polski Firleja (1626)
  - Henryk Kazanowski – cześnik latyczowski (1687)
- Jan Kazimierz Kazanowski-(zm. po 1688) rotmistrz królewski, dworzanin królewski, podstoli łukowski
- Jan Dominik Kazanowski-(przed 1646)-dworzanin królewski, starosta lukowski
- Katarzyna Kazanowska – żona Jana Stanisławskiego
- Elżbieta Słuszczanka (Halszka) h. Ostoja Kazanowska Adamowa (1619–1671)- marszałkowa nadworna koronna, podkanclerzyna koronna.
- Andrzej Kazanowski (zm. ok. 1797) – generał major milicji grodzieńskiej

## Kazanowscy w literaturze
Encyklopedia Powszechna Samuela Orgelbranda podaje, że Kazanowscy początek swój wywodzili z Italii.
Stanisław Szenic w swym „Pitawalu warszawskim” pisze: „Twórca i właściciel tego wspaniałego pałacu-zamku w Warszawie, Adam Kazanowski, piszący się z Kazanowa na Czaśnikach, nie był potomkiem magnackiej rodziny. Antenaci jego nie stawali na świeczniku, nie ma wśród nich senatorów, musieli kontentować się dworskimi godnościami, jak łożniczych i pisarzy królewskich, najwyżej piastowali jakieś ziemskie urzędy, a na szczeblach kościelnej hierarchii też żaden z Kazanowskich nie sięgnął ponad godność kanonika. Dygnitarzem i panem całą gębą został dopiero pan marszałek nadworny koronny Adam, zawdzięczał zaś całą karierę i olbrzymi majątek szczodrobliwości króla Jana Kazimierza.” (zob.: Uwagi).
Zygmunt Gloger w „Geografii historycznej ziem dawnej Polski” pisze, że Kazanowscy pochodzili z Kazanowa w ziemi sandomierskiej.

## Kazanowscy w Rumunii
W Rumunii do czasów współczesnych zamieszkują potomkowie rodu Kazanowskich, którzy osiedlili się w XVII wieku na terenie Mołdawii. Uczestniczyli w bitwie pod Batohem, podczas której zostali pokonani przez wojska kozackie. Do potomków tej gałęzi rodu należy m.in. Iulia Trancu-Iași, rumuńska profesor historii.